# التاجر هورن (فلم)
التاجر هورن (بالإنجليزية: Trader Horn) هو فيلم مغامرة تم إنتاجه في الولايات المتحدة وصدر في سنة 1931.

## ترشيحات وجوائز
| السنة | الحدث  | الفئة     | النتيجة |
| ----- | ------ | --------- | ------- |
| 1931  | أوسكار | أفضل فيلم | ترشـيـح |

## الميزانية والإيرادات
بلغت تكلفة إنتاج الفيلم حوالي 1.3 مليون دولار.

## وصلات خارجية
- مقالات تستعمل روابط فنية بلا صلة مع ويكي بيانات